# Nerocila falcata
Nerocila falcata är en kräftdjursart som först beskrevs av Fabricius 1787.  Nerocila falcata ingår i släktet Nerocila och familjen Cymothoidae. Inga underarter finns listade i Catalogue of Life.